# 瞬息
瞬息（しゅんそく）は、10-16（1京分の1）であることを示す漢字文化圏における数の単位である。須臾の1/10、弾指の10倍に当たる。国際単位系では0.1フェムトまたは100アトに相当する。
朱世傑『算学啓蒙』（値が異なる）や程大位『算法統宗』に見えるが、現実には使われない。
なお、瞬息という言葉には、「瞬間にする息のように短いもの」という意味がある。